# Abbenroth
Abbenroth ist ein Ortsteil von Nümbrecht im Oberbergischen Kreis im südlichen Nordrhein-Westfalen innerhalb des Regierungsbezirks Köln.

## Lage und Beschreibung
Der Ort liegt in Luftlinie rund 3,25 km nördlich vom Ortszentrum von Nümbrecht entfernt.

## Geschichte

### Erstnennung
Wahrscheinlich 1215 wurde der Ort das erste Mal urkundlich erwähnt und zwar folgend: „Frethericus de Avenrothe fungiert als Zeuge bei der urkundlichen Bestätigung von Schenkungen an den Abt von Heisterbach durch den Erzbischof von Trier zur Gründung des Klosters Marienstatt.“
Die Schreibweise der Erstnennung war Avenrothe.